# 法蘭克·菲特
法蘭克·阿爾伯特·菲特（Frank Albert Fetter，1863年3月8日—1949年3月21日），美國的經濟學家，隸屬奧地利經濟學派。

## 早年生涯
法蘭克·菲特生於印第安納州秘魯（Peru）市的一個貴格教派家庭，當時正值南北戰爭的高峰期。菲特在年幼時便已表現出傑出的學習天分，使他得以在1879年僅16歲時進入印第安那大學就讀。菲特原本可以於1883年畢業，但由於父親健康狀況逐漸惡化，遂離開大學以經營家裡的書店。在書店工作期間菲特閱讀了大量經濟學的理論書籍，奠定了他在這方面的根基。影響了菲特的知識分子之一是當時的政治經濟學家亨利·喬治（Henry George）所著的Progress and Poverty（1879）一書。
在8年之後，菲特返回大學繼續學業，最後在1891年取得了文學士學位。1892年，曾在印第安納大學教導菲特的導師Jeremiah W. Jenks獲得了在康乃爾大學的教職，他同時也替菲特爭取了就讀康乃爾大學的獎學金。菲特在同一年取得了碩士學位。接著Jenks建議菲特與他一同前往法國巴黎的索邦大學（Sorbonne）就讀。菲特在1894年從德國的哈雷大學（Halle）取得了博士學位，他的畢業論文的題目是批判托馬斯·羅伯特·馬爾薩斯提出的人口數量理論。

## 個人生涯

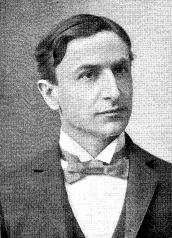
弗兰克·费特，1923 年之前

在獲得博士學位後，菲特接受了在康乃爾大學的講師職位，但在獲得印第安納大學提供的教授職位後便很快離開了康乃爾大學。在1898年，史丹佛大學招攬他前往任教，但菲特在史丹佛任教三年後便因為一次有關學術自由的糾紛而辭職。在1901年離開史丹佛後，菲特又回到了康乃爾大學，並且在那裡任教了十年之久。在1911年，菲特再度獲得職位升遷的機會，接受了由普林斯頓大學提供的跨科系的系主任職位，包括了歷史系、政治系、以及經濟學系。菲特也成為了普林斯頓大學第一名經濟學系的系主任。
菲特在意識形態上和個人關係上都與許多傑出的奧地利經濟學派學者如歐根·博姆-巴維克和弗里德里克·馮·維塞爾保持緊密關係，他也對路德維希·馮·米塞斯和弗里德里克·哈耶克等人的著作做出許多正面的評論。不過，菲特仍然習慣將自身定位為和Thorstein Veblen與Herbert J. Davenport等人所代表的「美國心理經濟學派」（American Psychological School），而非奧地利經濟學派。雖然目前「心理經濟學派」一詞已經與奧地利學派密不可分了。
菲特也大力反對當時富蘭克林·德拉諾·羅斯福終結金本位制度的決定，他還寫了一封信給羅斯福總統，勸告他不只應該要降低國際貿易的關稅和障礙，更應該堅定保持金本位制度，雖然這些建議最後都沒有被理睬。

## 理論貢獻

### 土地做為一種資本
菲特曾與英國經濟學家阿爾弗萊德·馬歇爾進行過一場知名的爭論，透過他在1904年出版的《經濟學原理》一書以及其他各種經濟學的學術期刊文章。他批評馬歇爾所主張的土地可以被從資本切割開來的理論是錯誤的。菲特認為這樣的劃分是不切實際的，他這樣說道：
「把區分自然要件的生產成果與人為的生產成果當成一件簡單的事是過於自大的……憑人的分辨能力要客觀的區分自然的土地與人為的資本兩者是絕對不可能的。」
菲特在這個議題上的立場使他進一步反對亨利·喬治所鼓吹的徵收土地價值稅的理論。經濟學史的專家Mark Blaug認為菲特與John Bates Clark的理論促使現代經濟學界主流拋棄了亨利·喬治一貫主張的「土地是一種獨特的生產要素，也因此土地的租用應該被獨特看待的理論……這也是現代經濟學家對於亨利·喬治的主要批評重點，同時也是為什麼經濟學者們逐漸淘汰他的理論的原因。」

### 主觀的價值理論
菲特抱持的是主觀的價值理論，也因此支持以純粹的時間偏好（time preference）理論來解釋利息。Richard Ebeling認為菲特「建立了一套連貫的價值、價格、成本、和生產理論，強調時間的偏好在所有的消費和生產活動裡所扮演的重要角色。」依據Jeffrey Herbener的說法，菲特提出了「如同每個消費產品的價格是純粹由主觀價值決定一般，利息的比率也是純粹由時間偏好所決定的。」
同樣的，菲特也總結認為「每個生產者用產品的租借費用是由企業家的需求所決定的，並且會符合其縮減過了的邊際產品價值。每個長期產品的資本價值則等同於其未來租借費用的縮減價值。」菲特對於奧地利經濟學派的經濟主觀主義有著極大貢獻，他說明了在整體的生產過程中由於主觀價值的影響，社會主義所提出的剝削理論、以及李嘉圖提出的租貸和利息理論是何等的荒謬。

### 對費雪的利息理論的批評
菲特也批評了另一名經濟學家歐文·費雪（Irving Fisher），費雪在1907年出版的The Rate of Interest一書曾經大為影響菲特，但菲特在1914年出版的Interest Theories, Old and New（1914）一書中批評費雪拋棄了純粹的時間偏好理論。如同穆瑞·羅斯巴德所說的，當菲特進一步檢視費雪在早年的著作時：
「…菲特發現了費雪在1907年的著作中犯下了許多錯誤。費雪曾主張對於現在和未來產品的價值衡量意味著有貨幣利率存在的先決條件，也因此認為純粹的時間偏好理論在解釋利率上有著循環論證的問題。相反的，菲特在解釋自己純粹的時間偏好理論—或者稱為「資本化」的利率理論時，指出了其實是時間的衡量在決定市場利率上扮演了不可或缺的先決條件。」

## 學術界的名聲
在1909年，46歲的菲特獲得柯蓋德大學頒發榮譽博士學位，並且在1913年成為了美國經濟協會（American Economic Association）的主席。菲特還分別在1930年和1934年獲得了由西方學院（Occidental College）和印第安那大學贈予的榮譽博士學位。菲特也是美國藝術與科學學院（AAAS）以及美國哲學會的會員。在1927年，菲特獲得奧地利經濟會頒發卡爾·門格爾榮譽獎章。
菲特的著作《經濟學原理》（1904）還被Jeffrey Herbener譽為是「直到1940年路德維希·馮·米塞斯出版的Nationaloekonomie一書為止最傑出的經濟學著作。」羅斯巴德也在菲特的Capital, Interest, and Rent的1977年版的序言裡指出他是經由米塞斯的《人類行為》一書才開始接觸菲特的作品，並且稱菲特在利率和租金的理論上對奧地利經濟學派以及他自己的理論有重要影響：
「…當我在撰寫Man, Economy, and State一書期間閱讀菲特的畢生著作時，我被他的理論的傑出和完整性所震撼，並且也感嘆當前經濟思想史學界忽略了菲特的重要性，即使是那些奧地利學派的人亦然。菲特的理論系統不但既具挑戰性和原創性（尤其是他在利息和租金上的理論），在本質上也完全符合奧地利經濟學派的傳統。」

## 著作
- Versuch einer Bevolkerungslehre ausgehen von einer Kritic des Malthus'schen Bevolkerungsprincips (論人口理論與對於馬爾薩斯人口理論的批判). Jena: Gustav Fischer, 1894.
- The Principles of Economics. New York: The Century Co., 1904
- Source Book in Economics. New York: The Century Company., 1912.
- Economics, Volume 1: Economic Principles （页面存档备份，存于）. New York: The Century Co., 1915.
- Manual of References and Exercices in Economics for Use with, Vol. 1: Economic Principles. New York: The Century Co., 1916.
- Economics, Vol. 2: Modern Economic Problems. New York: The Century Co., 1916. Revised 2nd edition, 1922.
- Manual of References and Exercices in Economics for Use with, Vol. 2: Modern Economics. New York: The Century Co., 1917.
- Masquerade of Monopoly. New York: Harcourt, Brace & Co., 1931.
- Capital, Interest and Rent: Essays in the theory of distribution （页面存档备份，存于）. Institute for Humane Studies. Kansas City: Sheed Andrews and McMeel, Inc., 1977.

## 外部連結
- 傳記 （页面存档备份，存于） 在Mises.org
- 法蘭克·菲特的作品  - 古騰堡計劃
- Information （页面存档备份，存于） 在印第安納大學的介紹頁面